# Amaterasu Patera
L'Amaterasu Patera è una struttura geologica della superficie di Io.